# Katastrofa lotu Paninternational 112
Katastrofa lotu Paninternational 112 – katastrofa lotnicza, która wydarzyła się 6 września 1971 roku na autostradzie A7 w mieście Hasloh. W katastrofie samolotu BAC One-Eleven linii Paninternational zginęły 22 osoby (21 pasażerów i 1 członek załogi) a rannych zostało ponad 99 osób.

## Samolot
Samolot BAC One-Eleven (nr. rej. D-ALAR), który uległ katastrofie był w służbie zaledwie przez rok.

## Katastrofa
Feralnego dnia samolot odbywał lot z Hamburga do Málagi. Na pokładzie maszyny znajdowało się łącznie 121 osób, w tym 115 pasażerów i 6 członków załogi. Kilka minut po godzinie 18:00 załoga rozpoczęła procedurę startową. Kilka chwil po starcie awarii uległy oba silniki samolotu. Piloci podjęli decyzję o powrocie na lotnisko. Po chwili maszyna zaczęła tracić wysokość na tyle szybko, że piloci stwierdzili, że nie zdążą zawrócić na lotnisko w Hamburgu. Podjęli decyzję o awaryjnym lądowaniu na autostradzie A7. Gdy samolot dotknął kołami drogi, zaczął nią jechać z dużą prędkością. Kilka sekund później maszyna uderzyła w wiadukt znajdujący się nad autostradą i stanęła w płomieniach. Katastrofa miała miejsce 4,5 kilometra od lotniska w Hamburgu.